# Haimbachia gloriella
Haimbachia gloriella é uma espécie de mariposa pertencente à família Crambidae. Foi descrita pela primeira vez por Schaus em 1922. Há registos da sua ocorrência no México.